# Ozark (Arkansas)
Ozark è una località degli Stati Uniti d'America, capoluogo, con Charleston, della contea di Franklin, nello Stato dell'Arkansas.